# راينهارد شير
راينهارد شير (بالألمانية: Reinhard Scheer)‏ كان أدميرالًا ألمانيًّا في البحرية الإمبراطورية الألمانية.

## روابط خارجية
- راينهارد شير على موقع الموسوعة البريطانية (الإنجليزية)